# Brigham City (Utah)
Brigham City város az USA Utah államában Box Elder megyében, melynek megyeszékhelye is. Lakosainak száma 19 650 fő (2020. április 1.).

## Népesség
A település népességének változása:
| Lakosok száma | 975  | 1315 | 1877 | 2139 | 2989 | 3887 | 17 899 | 19 650 |
|               | 1860 | 1870 | 1880 | 1890 | 1900 | 1910 | 2010   | 2020   |